# Paisatge català (El caçador)
Paisatge català (El caçador) és una pintura feta per Joan Miró el 1924 a París, al seu estudi del carrer Blomet. A l'obra predominen els elements fantàstics.

## Història
Es tracta d'una de les més obres importants de l'artista. És una fita en la transformació del seu estil, en la recerca de formes estilitzades. El procés va començar amb els Terra llaurada, i va continuar amb Pastoral. Pastoral empeny encara més la recerca de la pintura anti-marcada pel moviment Dada. L'obra forma part del període que Jacques Dupin anomena de fons grisos. Terra llaurada, el caçador, i Pastoral formen una mena de trilogia de la investigació en la qual el pintor ha tractat d'una operació fantàstica, on cada element representa un ideograma. William Rubin desxifra cada signe de l'obra com una paraula. Miró va escriure en un dels seus quaderns:
| « | "L'Avió Toulouse-Rabat esquinçant el cel català", que per a William Rubin es converteix en: 1) avió-ocell, 2) les hèlixs, 3) fuselatge, 4) les escales, 5) les banderes francesa i catalana | » |

Segons Rosa Maria Malet, en aquesta obra l'artista recupera elements ja mostrats a La masia. També comenta que el garrofer recorda a l'art figuratiu i té trets humans

## Descripció
Miró va donar ell mateix una descripció de l'obra:
| «       | Aquest és el garrofer, l'arbre de Montroig (…) El camperol s'ha convertit en un triangle català amb l'orella, l'ull, la pipa, els pèls de la barba, la mà (…) Encara hi ha el cor, les vísceres i el sexe de l'home. A l'esquerra, l'avió Toulouse-Rabat que ens sobrevola un cop per setmana, que es representa al quadre amb la roda de l'hèlix, l'escala, i les dues banderes francesa i catalana. (…) Al fons, el mar amb un vaixell. Més a prop, una sardina amb la cua i els bigotis, una sardina que es menja una mosca. Al quadre, he escrit en lletres grans Sard, i alguns han volgut llegir Sardana (que és més poètic!). Però és la sardina. (…) Bé, aquí hi ha la graella que espera per al conill, les flames, i el pebre. També hi ha onades, les gavines. Vostè veu, la línia de sardines es repeteix a l'horitzó. Sempre he tingut cura sobre la construcció plàstica, no només de les associacions poètiques. Això és el que em distingeix dels surrealistes | » |
| — Miró. | |   |

D'acord amb Jacques Dupin: 
| « | El garrofer mostra la culminació de la fantasia de la transformació: És només una figura circular, que evoca la plenitud de la bola del garrofer al centre de la qual brolla una línia recta que acaba en una fulla. De la mateixa manera, l'agricultor es redueix als seus atributs, la seva descripció detallada dels símbols. El trobem moltes pintures amb el seu bigoti, barba, la seva barretina i la seva pipa. Té un fusil en una mà, un conill, a l'altra, i un ganivet penjant del seu canell. | » |

Els grans plans de color de l'obra evoquen el cel i la terra. El fons de la tela es divideix en dues parts d'ocre i groc, separades per una línia ondulada. A baix, a l'esquerra hi ha un triangle verd i un triangle negre. A prop del camperol: un con negre darrere del garrofer: sardines al centre. Al cel groc hi ha un sol escarabat. El pintor juga i dubta entre la composició rítmica d'elements geomètrics i el lirisme espontani de la línia viva. Pel que fa a les lletres que hi ha a la cantonada inferior dreta, aquestes fan referència a l'espina de sardina que apareix al fons de l'obra. En aquesta obra Miró ret homenatge al seu Mont-roig del Camp, on deixa veure la importància de la vida i de les tradicions catalanes i del Mediterrani.

## Anàlisi
Josep Casamartina, en parlar de l'obra, comenta: «Marca un punt d'inflexió en la producció mironiana. La representació figurativa de les obres immediatament anteriors, com La Masia, es descontextualitza i es transforma en icones, en pictogrames. Aquesta metamorfosi ve afavorida pel contacte amb els poetes. No és casualitat que captivara André Breton, que la va adquirir poc després.»